# Commission Brundtland

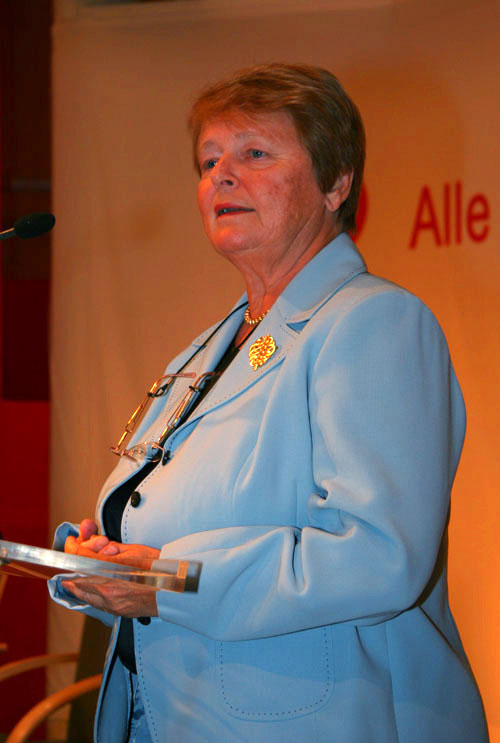
Gro Harlem Brundtland, premier chef de la commission.

La Commission Brundtland, anciennement Commission mondiale sur l'environnement et le développement, était une sous-organisation des Nations unies (ONU) qui visait à unir les pays dans la poursuite du développement durable. Elle a été fondée en 1983 lorsque Javier Pérez de Cuéllar, le secrétaire général des Nations unies, a nommé Gro Harlem Brundtland, ancienne Première ministre de Norvège, à la présidence de la commission. Gro Harlem Brundtland a été choisie en raison de son expérience en sciences et en santé publique.
La Commission Brundtland s'est officiellement dissoute en 1987 après avoir publié son rapport Notre avenir à tous, également connu sous le nom de rapport Brundtland . Le document a popularisé le terme « développement durable » et a remporté le prix Grawemeyer en 1991. En 1988, le "Center for Our Common Future" a remplacé la commission.

## Histoire

### Avant la commission Brundtland
Dix ans après la Conférence des Nations Unies sur l'environnement de 1972, un certain nombre de défis environnementaux mondiaux n'avaient pas été suffisamment relevés.
Au cours des années 1980, la Banque mondiale est de plus en plus intervenue dans les politiques économiques et sociales des pays du tiers-monde. Le néolibéralisme et la mondialisation économique ont dominé l'agenda politique des principales nations commerçantes, dirigées par Ronald Reagan aux États-Unis et Margaret Thatcher au Royaume-Uni.
Le problème sous-jacent était de réduire la pauvreté dans les pays à faible revenu sans exacerber les charges environnementales mondiales et locales. Ni les pays du Nord à revenu élevé ni les pays du Sud à faible revenu n'étaient prêts à renoncer à la croissance économique, mais les menaces environnementales telles que la pollution, les pluies acides, la déforestation, la désertification et l'appauvrissement de la couche d'ozone étaient impossibles à ignorer. Les pays avaient besoin d'un moyen de concilier développement économique et protection de l'environnement.
Les avis diffèrent sur plusieurs questions :
- Les problèmes environnementaux locaux sont-ils le résultat de développements locaux ou d'un système économique mondial qui a contraint les pays à faible revenu à détruire leur environnement ?
- Les charges environnementales résultent-elles d'une croissance économique destructrice ou d'un manque de développement économique ?
- La réconciliation de l'économie et de l'environnement nécessiterait-elle des technologies plus économes en ressources (par exemple), ou des changements sociaux, politiques et structurels ?

La Stratégie mondiale de conservation de 1980 de l'Union internationale pour la conservation de la nature a été le premier rapport qui comprenait un très bref chapitre sur un concept appelé « développement durable ». Le rapport s'est concentré sur les changements structurels mondiaux et n'a pas été largement lu. L'ONU a créé une commission indépendante, qui a été chargée de fournir une analyse des problèmes existants et des idées pour les résoudre, similaire aux commissions précédentes telles que la Commission indépendante sur les questions de développement international (Commission Brandt) et la Commission indépendante sur les questions de désarmement et de sécurité ( Commission Palme).

### Création de la commission Brundtland
En décembre 1983, le Secrétaire général des Nations unies, Javier Pérez de Cuéllar, a demandé à l'ancien Premier ministre de Norvège, Gro Harlem Brundtland, de créer une organisation indépendante de l'ONU pour se concentrer sur les problèmes et solutions environnementaux et de développement après une affirmation par la résolution de l'Assemblée générale à l'automne 1983. Cette nouvelle organisation était la Commission Brundtland, anciennement connue sous le nom de Commission mondiale sur l'environnement et le développement. Il était initialement dirigé par Brundtland en tant que président et Mansour Khalid en tant que vice-président.
L'organisation visait à créer une communauté internationale unie avec des objectifs de développement durable partagés en identifiant les problèmes de développement durable dans le monde, en les sensibilisant et en suggérant des solutions. En 1987, la Commission Brundtland a publié le premier volume de Notre avenir à tous, son rapport principal, qui a fortement influencé le Sommet de la Terre de 1992 à Rio de Janeiro, au Brésil, et la Conférence des Nations unies sur l'environnement et le développement de 2002 à Johannesburg, en Afrique du Sud.

L'Assemblée générale de 1983 a créé la Commission par la résolution 38/161, « Processus de préparation de la perspective environnementale jusqu'à l'an 2000 et au-delà ». Dans A/RES/38/161, l'Assemblée générale :

8. Suggère que la Commission spéciale, une fois établie, se concentre principalement sur les termes de référence suivants pour ses travaux :
a) Proposer des stratégies environnementales à long terme pour parvenir à un développement durable jusqu'à l'an 2000 et au-delà;
(b) Recommander des moyens par lesquels le souci de l'environnement peut se traduire par une plus grande coopération entre les pays en développement et entre les pays à différents stades de développement économique et social et conduire à la réalisation d'objectifs communs et complémentaires qui tiennent compte des interrelations entre les personnes, les ressources, l'environnement et le développement ;
c) Examiner les voies et moyens par lesquels la communauté internationale peut traiter plus efficacement les problèmes d'environnement, à la lumière des autres recommandations de son rapport;
d) Aider à définir des perceptions communes des problèmes environnementaux à long terme et des efforts appropriés nécessaires pour traiter avec succès les problèmes de protection et d'amélioration de l'environnement, un programme d'action à long terme pour les décennies à venir et des objectifs ambitieux pour la communauté mondiale, compte tenu des résolutions pertinentes de la session à caractère spécial du Conseil d'administration de 1982;

## Définition du développement durable
Le rapport Brundtland visait à répondre au conflit entre la croissance économique mondialisée et l'accélération de la dégradation écologique en redéfinissant le « développement économique » en termes de « développement durable ». Il est crédité de l'élaboration de la définition la plus répandue de la durabilité :
« Le développement durable est un développement qui répond aux besoins du présent sans compromettre la capacité des générations futures à répondre aux leurs. »

### Développement
Our Common Future a été publié par Oxford University Press en 1987. Le document était le point culminant d'un exercice international de « 900 jours » qui a répertorié, analysé et synthétisé les soumissions écrites et les témoignages d'experts de « représentants gouvernementaux de haut niveau, de scientifiques et d'experts, d'instituts de recherche, d'industriels, de représentants d'organisations non gouvernementales et de la grand public » tenues lors d'audiences publiques dans le monde entier.[réf. nécessaire]

Le mandat de la Commission Brundtland était de :
«[1] réexaminer les enjeux critiques de l'environnement et du développement et formuler des propositions d'action innovantes, concrètes et réalistes pour y faire face ;
[2] renforcer la coopération internationale sur l'environnement et le développement et évaluer et proposer de nouvelles formes de coopération qui peuvent rompre avec les modèles existants et influencer les politiques et les événements dans le sens du changement nécessaire ;

[3] élever le niveau de compréhension et d'engagement à l'action de la part des individus, des organisations bénévoles, des entreprises, des instituts et des gouvernements » (1987 : 347).[réf. nécessaire]
Par ailleurs, 
« La Commission a concentré son attention sur les domaines de la population, de la sécurité alimentaire, de la perte d'espèces et de ressources génétiques, de l'énergie, de l'industrie et des établissements humains - en réalisant que tous ces éléments sont liés et ne peuvent être traités isolément les uns des autres » (1987 : 27).[réf. nécessaire]

### Une analyse
La définition de la commission contient deux éléments principaux :
- le concept de « besoins », en particulier ceux des pauvres dans le monde, auxquels la priorité absolue devrait être accordée
- limitations imposées par la technologie et l'organisation sociale à la capacité de l'environnement à répondre aux besoins présents et futurs

Ces idées sont essentiellement équivalentes à l'équité intergénérationnelle ; les « besoins » sont fondamentaux et essentiels, la croissance économique facilitera leur satisfaction et l'équité est encouragée par la participation citoyenne.
Un autre élément clé de la définition est l'unité de l'environnement et du développement. La Commission Brundtland s'est opposée aux affirmations de la Conférence de Stockholm de 1972 sur l'environnement humain et propose une autre perspective sur le développement durable, unique à celle de la Stratégie mondiale de la conservation de 1980 de l'Union internationale pour la conservation de la nature. La commission a suggéré que si « l'environnement » était auparavant perçu comme une sphère distincte de l'émotion ou de l'action humaine, et que le « développement » était un terme habituellement utilisé pour décrire les objectifs politiques ou le progrès économique, il est plus complet de comprendre les deux termes en relation les uns aux autres (c'est-à-dire que l'on peut mieux comprendre l'environnement par rapport au développement et vice versa car ils ne peuvent et ne doivent pas être distingués en tant qu'entités distinctes).

Brundtland a soutenu :
« ... l'« environnement » est l'endroit où nous vivons ; et le « développement » est ce que nous faisons tous pour essayer d'améliorer notre sort dans cette demeure. Les deux sont inséparables."[réf. nécessaire]
La Commission Brundtland a insisté sur le fait que l'environnement devrait également inclure les circonstances sociales et politiques, ainsi que le développement ne concerne pas seulement la façon dont les pays pauvres peuvent améliorer leur situation, mais ce que le monde entier, y compris les pays développés, peut faire pour améliorer leur situation commune situation.
Le rapport de la Commission Brundtland a reconnu que le développement humain sous forme de réduction de la pauvreté, d'équité entre les sexes et de redistribution des richesses était crucial pour la formulation de stratégies de conservation de l'environnement, et que des limites environnementales à la croissance économique dans les sociétés industrialisées et en voie d'industrialisation existaient. Le rapport offrait « l'analyse, les remèdes généraux et les recommandations pour un développement durable » au sein de ces sociétés (1987 :16).

### Réponses à la définition
La définition de Brundtland est sujette à interprétation, permettant un large soutien de divers efforts, groupes et organisations, et a également été critiquée pour être une « rhétorique autodestructrice et compromise ». Malgré cela, la question du développement durable est entrée dans l'agenda des institutions internationales et nationales, des entreprises et des villes.

## Structure de la commission
La Commission Brundtland était présidée par l'ancien Premier ministre norvégien Gro Harlem Brundtland. Des politiciens, des fonctionnaires et des experts en environnement constituaient la majorité des membres. Les membres de la commission représentaient 21 nations différentes (dont des pays développés et des pays en voie de développement). De nombreux membres étaient des personnalités politiques importantes dans leur pays d'origine, comme William Ruckelshaus, ancien chef de l'Agence américaine de protection de l'environnement. Tous les membres de la commission ont été nommés par Brundtland et Khalid.
La commission s'est concentrée sur la mise en place de réseaux pour promouvoir la gérance de l'environnement. La plupart de ces réseaux établissent des liens entre les gouvernements et les entités non gouvernementales, comme le Conseil pour le développement durable de Bill Clinton, qui invite les dirigeants gouvernementaux et commerciaux à se réunir et à partager des idées sur la façon d'encourager le développement durable. La Commission Brundtland est l'organisation qui a le mieux réussi à nouer des liens internationaux entre les gouvernements et les sociétés multinationales.[réf. nécessaire] La structure internationale et la portée de la Commission Brundtland ont permis d'examiner de multiples problèmes (tels que la déforestation et l'appauvrissement de la couche d'ozone) à partir d'une approche holistique.

## Efforts de durabilité
Les trois principaux piliers du développement durable sont la croissance économique, la protection de l'environnement et l'égalité sociale. Alors que de nombreuses personnes conviennent que chacune de ces trois idées contribue à l'idée globale de durabilité, il est difficile de trouver des preuves de niveaux équivalent pour les trois piliers dans les politiques des pays du monde entier. Avec le nombre écrasant de pays qui placent la croissance économique au premier plan du développement durable, il est évident que les deux autres piliers ont souffert, en particulier avec le bien-être général de l'environnement dans un état dangereusement malsain. La Commission Brundtland a proposé un cadre conceptuel avec lequel de nombreux pays sont d'accord et avec lesquels ils veulent essayer de faire la différence dans leurs pays, mais il a été difficile de transformer ces concepts de durabilité en actions et programmes concrets. Après que la commission ai publié Notre avenir à tous, elle a appelé à la tenue d'une réunion internationale pour définir des initiatives et des objectifs plus concrets, qui a eu lieu à Rio de Janeiro. Un plan d'action global, connu sous le nom d'Agenda 21, est ressorti de la réunion et prévoyait des mesures à prendre aux niveaux mondial, national et local pour rendre la vie sur Terre plus durable à l'avenir.

### Croissance économique
La croissance économique est le pilier sur lequel la plupart des groupes se concentrent lorsqu'ils tentent d'atteindre des efforts et un développement plus durables. En essayant de construire leurs économies, de nombreux pays concentrent leurs efforts sur l'extraction des ressources, ce qui conduit à des efforts non durables pour la protection de l'environnement et la durabilité de la croissance économique. Alors que la commission a pu contribuer à modifier l'association entre la croissance économique et l'extraction des ressources, la consommation mondiale totale de ressources devrait augmenter à l'avenir. Ordre du jour 21 renforce l'importance de trouver des méthodes pour générer de la croissance économique sans nuire à l'environnement.

### Protection environnementale
La protection de l'environnement est devenue plus importante pour le gouvernement et les entreprises au cours des 20 dernières années[Quand ?], conduisant à de grandes augmentations du nombre de personnes disposées à investir dans les technologies vertes. Pour la deuxième année consécutive en 2010, les États-Unis et l'Europe ont ajouté plus de capacité électrique à partir de sources renouvelables telles que le vent et le soleil. En 2011, les efforts se sont poursuivis avec 45 nouveaux projets éoliens dans 25 états différents. L'accent mis sur la protection de l'environnement s'est manifesté à l'échelle mondiale, y compris de nombreux investissements dans la capacité d'énergie renouvelable. Le développement d'éco-villes se produisant dans le monde entier aide à développer et à mettre en œuvre la conservation de l'eau, des réseaux intelligents avec des sources d'énergie renouvelables, des lampadaires à LED et des bâtiments écoénergétiques. L'écart de consommation demeure : « environ 80 pour cent des ressources naturelles utilisées chaque année sont consommées par environ 20 pour cent de la population mondiale ».

### Égalité sociale
L'égalité et l'équité sociales sont des piliers du développement durable axés sur le bien-être social des personnes. L'écart croissant entre les revenus des riches et des pauvres est évident dans le monde entier, les revenus des ménages les plus riches augmentant par rapport aux revenus des ménages des classes moyennes ou inférieures. La disparité est attribuée en partie aux modèles de répartition des terres dans les zones rurales où la majorité vit de la terre. Les inégalités mondiales ont diminué, mais les 1 % les plus riches de la population mondiale possèdent 40 % de la richesse mondiale et les 50 % les plus pauvres en possèdent environ 1 %. La Commission a réduit le nombre de personnes vivant avec moins d'un dollar par jour à seulement la moitié de ce qu'il était auparavant. Ces réalisations peuvent également être attribuées à la croissance économique de la Chine et de l'Inde.

## Les membres de la commission
- Président : Gro Harlem Brundtland (Norvège)
- Vice-président : Mansour Khalid (Soudan)
- Susanna Agnelli (Italie)
- Saleh A. Al-Athel (Arabie saoudite)
- Pablo Gonzalez Casanova (Mexique) (a cessé de participer en août 1986 pour des raisons personnelles)
- Bernard Chidzero (Zimbabwe)
- Lamine Mohammed Fadika (Côte d'Ivoire)
- Volker Hauff (République fédérale d'Allemagne)
- István Láng (Hongrie)
- Ma Shijun (République populaire de Chine) [13]
- Margarita Marino de Botero (Colombie)
- Nagendra Singh (Inde)
- Paulo Nogueira Neto (Brésil)
- Saburo Okita (Japon)
- Shridath S. Ramphal (Guyane)
- William D. Ruckelshaus (États-Unis)
- Mohamed Sahnoun (Algérie)
- Emil Salim (Indonésie)
- Bukar Shaib (Nigéria)
- Vladimir Sokolov (URSS)
- Janez Stanovnik (Yougoslavie)
- Maurice Strong (Canada)

Ex officio
- Jim MacNeill (Canada) [14]

## Personnel de la commission
En mai 1984, la commission a tenu une réunion à Genève pour adopter son règlement intérieur, son mode de fonctionnement et nommer un secrétaire général pour guider ses travaux. En juillet 1984, un secrétariat est établi à Genève, temporairement au Centre de Morillon puis au Palais Wilson. Les membres du secrétariat sont :
- Jim MacNeil, secrétaire général
- Nation Desai, conseiller économique principal
- Vitus Fernando, chargé de programme principal
- Banislav Gosovic, chargé de programme principal
- Marie-Madeleine Jacquemier, chargée des finances et de l'administration
- Kazu Karo, directeur des programmes
- Warren H. Lindoer, secrétaire de la Commission et directeur de l'administration
- Elisabeth Monosowski, chargée de programme principale
- Gustavo Montero, responsable de la planification des programmes
- Shimwaa'i Muntemba, agent principal de programme
- Janos Pasztor, agent principal de programme
- Peter Robbs, conseiller principal en information publique
- Vicente Sanchez, directeur des programmes
- Linda Starke, rédactrice
- Peter Stone, directeur de l'information
- Edith Surber, chargée des finances et de l'administration

- Services généraux et personnel de soutien
  - Brita Baker
  - Elisabeth Bohler-Bienvenue
  - Marie-Pierre Destouet
  - Marian Doku
  - Tamara Dean Dunn
  - Aud Loen
  - Jelka de Marsano
  - Chedra Mayhew
  - Christel Oileach
  - Ellen Permato
  - Guadalupe Quesad
  - Mildred Raphoz
  - Evelyne Salvador
  - Thérèse Harmand
  - Iona D'Souza
  - Rue Kay
  - Vicky Underhill
  - Shane Vandrwert

## Voir également
- Durabilité